# COMTD1
COMTD1 (англ. Catechol-O-methyltransferase domain containing 1) – білок, який кодується однойменним геном, розташованим у людей на 10-й хромосомі. Довжина поліпептидного ланцюга білка становить 262 амінокислот, а молекулярна маса — 28 809.
| 10         |  | 20         |  | 30         |  | 40         |  | 50         |
| ---------- |  | ---------- |  | ---------- |  | ---------- |  | ---------- |
| MTQPVPRLSV |  | PAALALGSAA |  | LGAAFATGLF |  | LGRRCPPWRG |  | RREQCLLPPE |
| DSRLWQYLLS |  | RSMREHPALR |  | SLRLLTLEQP |  | QGDSMMTCEQ |  | AQLLANLARL |
| IQAKKALDLG |  | TFTGYSALAL |  | ALALPADGRV |  | VTCEVDAQPP |  | ELGRPLWRQA |
| EAEHKIDLRL |  | KPALETLDEL |  | LAAGEAGTFD |  | VAVVDADKEN |  | CSAYYERCLQ |
| LLRPGGILAV |  | LRVLWRGKVL |  | QPPKGDVAAE |  | CVRNLNERIR |  | RDVRVYISLL |
| PLGDGLTLAF |  | KI         |  |            |  |            |  |            |

A: Аланін

C: Цистеїн

D: Аспарагінова кислота

E: Глутамінова кислота

F: Фенілаланін

G: Гліцин

H: Гістидин

I: Ізолейцин

K: Лізин

L: Лейцин

M: Метіонін

N: Аспарагін

P: Пролін

Q: Глутамін

R: Аргінін

S: Серин

T: Треонін

V: Валін

W: Триптофан

Кодований геном білок за функціями належить до трансфераз, метилтрансфераз. 
Білок має сайт для зв'язування з S-аденозил-L-метіоніном. 
Локалізований у мембрані.